# 石切丸
石切丸（いしきりまる）は、平安時代（12世紀）に作られたとされる日本刀（太刀）である。日本の重要美術品に認定されており、2018年時点では大阪府東大阪市の石切剣箭神社が所蔵している。同名の刀が複数存在するが、本項では石切剣箭神社所有の石切丸を中心に記す。

## 概要
石切剣箭神社所有の本作は、平安時代の刀工である有成により作られた太刀である。「有成」在銘であることに希少性があると『日本刀重要美術品全集』編者の広井雄一は述べている。本作は2018年に京都国立博物館で開催された「特別展京（みやこ）のかたな」に出展された。京都国立博物館主任研究員の末兼俊彦は、有成についての伝承はほとんど残されていないが、上記特別展にも出展されていた観智院本『銘尽』から有成が河内鍛冶の一人であったと想定した。そこから刀剣書に見られる情報と、刀姿が古い時代の山城刀と類似している点を挙げて、三条宗近および三条派と繋がりがあったと明言している。刀剣学者の本間順治も、出来がよく、三条宗近一派の作品と見られると評価している。
一方で刀剣研究家の得能一男は三条宗近の子供、あるいは宗近自身、もしくは奥州有正の門の出とも伝えられる説に触れている。刀剣春秋新聞社設立者の飯田一雄は得能の挙げた三つの説に加え、有国の門とする説も含めいくつかの説があるとしつつも、河内国にて有成を始祖として一派が形成されるとする説が有力であると述べている。
石切丸の名前の由来は不詳であるが、「石切」という言葉には、御祭神の神威がわが刃は岩をも断つ・貫く矢の如く、強大であり程度が並大抵ではないことを示す美称であるとされる。本作は2018年（平成30年）時点では大阪府東大阪市の石切剣箭神社が所蔵しており神宝とされている。
ただし、室町時代末期に兵火で社殿が焼失したことや近代にも社家住居が全焼したことから資料が失われたため、どういう経緯で神社に奉納されたのか具体的な経緯や来歴はわかっていない。鞘書きによれば1936年（昭和11年）に研師の大家と謳われている平井千葉によって研磨されていることが判明している。1939年（昭和14年）2月22日に「太刀 銘有成（再刃）」の名称で重要美術品に認定され、当該認定時は東京在住の個人が所有していた。近世にかけて神社から流出していたが、刀匠である第14代河内守國助（河内國平の父）の尽力により時期不詳ながら神社へ帰ってきたと
石切剣箭神社の神主は述べている。

## 作風

### 刀身
全長99.8センチメートル、刃長76.0センチメートル、茎（なかご、柄に収まる手に持つ部分）長24.2センチメートル、鋩長2.4センチメートル、刀身反り2.6センチメートル、茎反り0.5センチメートル、元幅2.77センチメートル、先幅1.65センチメートル、元重0.66センチメートル、先重0.40センチメートル、重量740.5グラム。2018年発行の御神宝目録（増補版）では、区送りの痕跡から、元々の刀身はもっと長かった可能性があるとされている。
焼きムラが確認できることから末兼は再刃の可能性を指摘しており、広井は再刃であると明言している。同じく神社の御神宝目録では広井の指摘に言及して、もし本当に再刃であったとすれば神社の焼失によって焼け身になった可能性があると言及している。

## 源義平佩刀との関係
『平治物語』には悪源太として知られる源義平が同名の太刀を佩用していたことが記述されている。しかし、義平の佩刀と石切剣箭神社が保有する太刀が同一物か否かについては不明となっており、WEBサイトの『刀剣ワールド』は作者である有成が河内で活動していたと言われている点や義平が河内源氏であることを挙げて同一物であるとも考えられるとしている。別冊宝島シリーズの『日本刀図鑑』でも同一物かは不明としながら、重要美術品の太刀である石切丸と源義平の佩刀の同一で物あれば夢を感じさせるものだとしている。飯田は有成の在銘の太刀と石切丸を別々に取り上げている。

## 復元
2019年（平成31年）3月に、石切劔箭神社は平成から令和への改元奉祝事業として『刀剣奉納プロジェクト』を計画した。クラウドファンディングによる資金を元に、刀（復元刀）および矢筒を制作し奉納するものである。石切丸は重要美術品に認定されており文化的価値が高く本殿内へ奉納することができないため、石切丸本歌に代わって復元刀を本殿に奉納することを目的にしている。復元刀は日本を代表する刀匠である河内國平の手によって打たれる。
2015年に公開されたPCブラウザ・スマホアプリゲームである『刀剣乱舞』において、刀剣男士として石切丸をモデルとしたキャラクターが登場していることから、SNSでは作品のファンが『刀剣奉納プロジェクト』に賛同する声も多く見られ、2019年3月26日から始めたクラウドファンディングでは、4時間弱という驚異的な早さで目標金額の1000万円を達成した。なお、『刀剣乱舞』を運営しているニトロプラスも企画に協力している。
目標金額到達後もクラウドファンディングは続けられて、4月2日時点では4200万円を超え、最終的には7975万1388円が集まり支援者は7980名となった。本件は2019年度「CAMPFIRE CROWDFUNDING AWARD」第三位に選出された。
本来2020年4月から5月にかけて行われるはずだった奉納神宝の公開は新型コロナウイルス感染症感染拡大に伴い延期され、2022年6月から2023年5月にかけて『永永無窮』の題で開催。これにより奉納神宝の奉納（奉納奉告祭）は同年7月8日に延期された。なお、クラウドファンディングに引き続き『刀剣乱舞』も協力し、パネル展示や記念頒布品などコラボレーションが行われた。

## 同名の日本刀
因幡鳥取藩の出身で後に子爵となる河田景与の佩刀として和泉守兼定によって作られた日本刀に石斫丸と呼ばれるものが存在する。奥州遠征の帰路である信州にて入手したとされる。後に槇村正直が譲渡された際に磨り上げられ、刀匠宮本包則に折れる可能性を指摘されたところ河田が灯篭を両断し、宮本に迫ったという由来が銀象嵌で記される。他には刀工の田口秀弘によって作られた「石切丸」の銘を持つ日本刀が存在する。